# Elizabeth Stride
Elizabeth Stride, nacida Gustafsdotter (27 de noviembre de 1843-30 de septiembre de 1888), fue una de las víctimas de los asesinatos de Whitechapel. Su muerte ha sido atribuida al famoso asesino en serie no identificado Jack el Destripador, quien se cree mató y mutiló al menos a cinco mujeres en el área de Whitechapel, en Londres, desde finales de agosto hasta principios de noviembre de 1888.
Stride era apodada «Long Liz» («Liz la Larga») por sus conocidos. Se han proporcionado diferentes explicaciones para este pseudónimo; varios autores creen que dicho apodo provenía de su apellido de casada, Stride, que en español se traduce como «zancada» o «paso largo», mientras que otros consideran que era llamada así debido a su altura, pues Elizabeth, con ciento sesenta y cinco centímetros de estatura, era más alta que la mayoría de las mujeres de Whitechapel en aquel entonces, aunque también pudo deberse a la forma alargada de su rostro.

## Vida y antecedentes

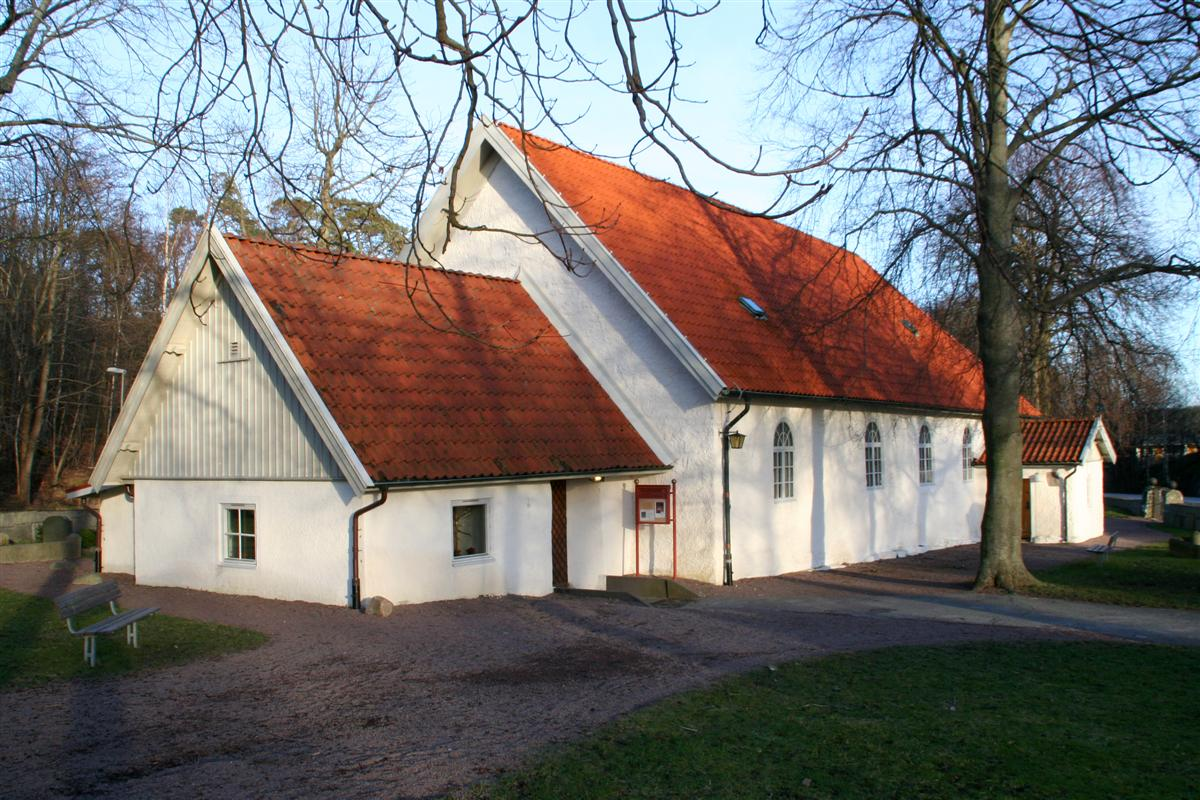
Iglesia de Torslanda

Stride nació el 27 de noviembre de 1843 en una granja llamada Stora Tumlehed, en la parroquia de Torslanda, al oeste de Gotemburgo, en Suecia. Fue la segunda de los cuatro hijos del granjero sueco Gustaf Ericsson y su esposa Beata Carlsdotter. Educada en la fe luterana, pasó su infancia realizando trabajos en la granja al igual que sus hermanos. Liz recibió la confirmación en la iglesia de Torslanda el 14 de agosto de 1859, mudándose en 1860 a la ciudad de Gotemburgo en busca de empleo. Ese mismo año aceptó un trabajo como empleada doméstica en la parroquia de Carl Johan al servicio de Lars Frederick Olofsson, un hombre casado y con cuatro hijos; este trabajo duró hasta el 2 de febrero de 1864, trasladándose Liz a otro distrito de Gotemburgo. A diferencia de otras víctimas de los asesinatos de Whitechapel, quienes se habían visto obligadas a ejercer la prostitución a causa de la pobreza sufrida tras un matrimonio fallido, Stride empezó a ejercer el meretricio a una edad temprana. Para marzo de 1865, Stride ya figuraba registrada como prostituta por la policía de Gotemburgo, dando a luz a una niña muerta el 21 de abril del mismo año. En el mes de octubre, Stride se hallaba viviendo en Philgaten, en Otsra Haga, un suburbio de Gotemburgo, siendo atendida durante octubre y noviembre de una enfermedad venérea. 
El 7 de febrero de 1866 Liz solicitó mudarse a la parroquia sueca de Londres, en Inglaterra, donde entró registrada como mujer soltera el 10 julio, habiéndose trasladado posiblemente para, según ella, trabajar como empleada doméstica al servicio de una familia en Hyde Park, aunque también dijo que había decidido mudarse tras visitar a unos parientes. Lo más probable es que Liz costease el viaje con las 65 coronas que recibió en 1865 como herencia tras la muerte de su madre en agosto del año anterior. Una vez en Londres aprendió a hablar yídish e inglés además de seguir hablando sueco (supuestamente mantuvo un breve romance con un policía en la década de 1860). El 7 de marzo de 1869 contrajo matrimonio con John Thomas Stride, carpintero de ribera oriundo de Sheerness trece años mayor que ella, en una modesta ceremonia en St Giles in the Fields Church. La pareja residió por varios años en East India Dock Road y regentó una cafetería en Poplar, al este de Londres, si bien John continuó con su oficio de carpintero para complementar los ingresos. El matrimonio empezó a deteriorarse para 1874, aunque ambos siguieron viviendo juntos, vendiendo John la cafetería al año siguiente por problemas económicos.
En marzo de 1877, Stride fue admitida en un asilo en Poplar, lo que sugiere que el matrimonio se había separado, si bien ambos se reconciliaron en 1881, figurando en el censo como residentes en Bow. Liz y John se separarían definitivamente al final de aquel año, siendo Stride admitida en un asilo de Whitechapel en diciembre aquejada de bronquitis. Tras abandonar el asilo el 4 de enero de 1882, se cree que Liz se mudó a un albergue ubicado en Flower and Dean Street. Stride contó a su compañero sentimental Michael Kidney, al empleado de la iglesia de Suecia en Londres Sven Ollsson, a la encargada del albergue situado en el n.º 32 de Flower and Dean Street Elizabeth Tanner, al vigilante del mismo Thomas Bates y al inquilino Charles Preston que su esposo y dos de sus nueve hijos habían muerto en el hundimiento del SS Princess Alice en el Támesis en 1878. En el naufragio, de acuerdo con su relato, Liz había sido pateada supuestamente en la boca por una de las víctimas mientras trepaba por el mástil para escapar, lo que la había dejado tartamuda. No obstante, John Stride murió de tuberculosis en el Poplar and Stepney Sick Asylum el 24 de octubre de 1884, más de cinco años después del desastre del Princess Alice, no habiendo tenido Liz ningún hijo con él, por lo que es posible que hubiese inventado dicha historia por motivos económicos cuando solicitó ayuda a la iglesia de Suecia.
Tras separarse de su esposo, Stride residió en un albergue en Whitechapel, contando con la ayuda caritativa en una o dos ocasiones de la iglesia de Suecia y viviendo desde 1885 hasta su muerte con un trabajador del muelle local, Michael Kidney, en Devonshire Street. Liz obtuvo algunos ingresos en esta época gracias a labores de costura y limpieza doméstica. Elizabeth Tanner la describió como de temperamento tranquilo, si bien Liz fue llevada ante la Corte de Magistrados del Támesis en numerosas ocasiones por ebriedad y desorden público, identificándose Stride con el nombre de Anne Fitzgerald. Liz continuó su relación con Kidney de manera intermitente; en abril de 1887, Stride presentó una acusación de asalto contra él, aunque la demanda finalmente no prosperó, abandonándolo pocos días antes de su muerte. Según Kidney: «Era la bebida lo que le hacía marcharse. Siempre volvía sin que yo fuese tras ella. Creo que yo le gustaba más que cualquier otro hombre». El médico Thomas Barnardo, reformista social, declaró haber conocido a Stride en el albergue del n.º 32 de Flower and Dean Street el miércoles 26 de septiembre de 1888. Al entrar en la cocina del albergue, Barnardo encontró a varias mujeres asustadas las cuales estaban hablando sobre los asesinatos de Jack el Destripador. Una de ellas, probablemente ebria, lloraba mientras decía: «¡Ninguna de nosotras acabará bien, a nadie le importa lo que nos pase! ¡Quizá una de nosotras sea la próxima en ser asesinada!». Tras ver el cuerpo, Barnardo identificó a Liz como una de las mujeres que había visto en la cocina.

## Últimas horas y muerte

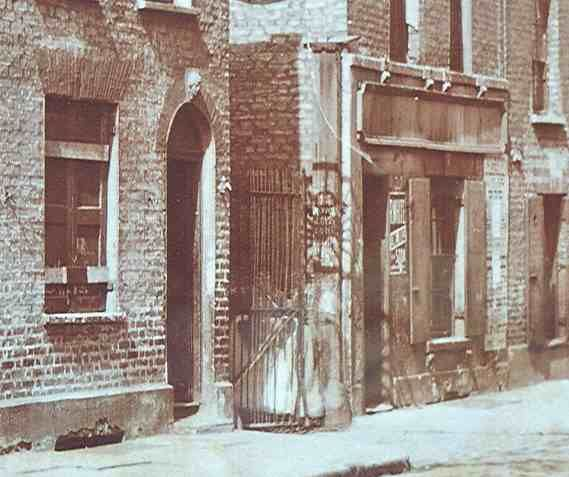
Entrada a Dutfield's Yard, donde Elizabeth Stride fue asesinada. A la derecha puede verse parcialmente el International Working Men's Educational Club, fotografía de la década de 1890.

Stride pasó parte de la tarde del 29 de septiembre limpiando dos habitaciones del albergue, servicio por el cual Elizabeth Tanner le pagó media corona. En los días previos a su muerte Liz obtuvo algunos ingresos realizando labores de limpieza en el albergue y en varias viviendas (solía trabajar también como limpiadora para la comunidad judía). A las 18:30 horas, Tanner vio a Stride en el pub Queen's Head, donde bebieron juntas, regresando ambas posteriormente al albergue, el cual Liz abandonó entre las 19:00 y las 20:00 horas, siendo Charles Preston y Catherine Lane testigos de su salida. Stride entregó a Lane un trozo grande de terciopelo verde y le pidió que se lo guardase hasta que volviese, pidiéndole prestado a Preston su cepillo para ropa, si bien este no pudo dejárselo puesto que lo había perdido. Thomas Bates, vigilante del albergue, vio también a Stride abandonar el edificio, afirmando que parecía muy alegre. Lane diría más tarde: «Sé que la difunta tenía algo de dinero cuando se fue, me lo enseñó, diciendo que la encargada se lo había dado». A las 23:00 horas, dos obreros, J. Best y John Gardner, acudieron al pub Briclayer's Arms, en Settles Street, al norte de Commercial Road y casi frente a Berner Street. Mientras entraban, Stride salía con un hombre de baja estatura, bigote oscuro y pestañas rojizas. El hombre llevaba un sombrero hongo, traje de luto y abrigo. Best declaró que ambos tomaron algo en el pub y salieron cuando él y sus amigos entraban: «Llovía mucho y muy fuerte, y no parecían muy dispuestos a salir. Él la abrazaba y besaba, y como parecía un hombre respetablemente vestido, nos quedamos bastante asombrados de la forma en que se comportaba con la mujer». Stride y su acompañante permanecieron un rato en el umbral, intentando los obreros que el hombre entrase a tomar algo, pero se negó, ante lo cual dijeron a Stride: «Ese es "Mandil de Cuero" y te está camelando». Finalmente, Liz y su compañero se fueron por Commercial Road y Berner Street. A las 23:45 horas, William Marshall, un obrero, vio a Stride en Berner Street. Marshall, quien estaba en el umbral del n.º 64, en el lado oeste de la calle, entre Fairclough Street y Boyd Street, notó que Liz estaba hablando con un hombre vestido con un abrigo y un gorro de marino en la puerta del n.º 36. Ambos se estaban besando y Marshall pudo oír al hombre decir: «Dirías cualquier cosa menos tus oraciones». A las 00:00 horas del 30 de septiembre, Matthew Packer afirmó haber vendido uvas a Stride y a un hombre, si bien esta afirmación resulta dudosa y no puede ser considerada como verídica. A las 00:35 horas, el oficial de policía William Smith vio a Stride con un joven en Berner Street, frente al International Working Men's Educational Club. El hombre fue descrito como de aproximadamente veintiocho años de edad y vestido con un abrigo negro y una cervadora. Llevaba un paquete de aproximadamente quince centímetros de ancho y cuarenta y seis de largo envuelto en papel de periódico. Cerca de diez minutos después, según consta en el expediente del Ministerio del Interior:

Israel Schwartz, del 22 de Helen Street, Backchurh Lane, declaró que a esa hora, entrando en Berner Street desde Commercial Road, y habiendo llegado a la entrada donde se cometió el asesinato, vio a un hombre hablar con una mujer, que estaba en la puerta. Intentaba meter a la mujer en la calle, pero la dejó y la tiró al suelo y la mujer gritó tres veces, pero no muy alto. Al cruzar al otro lado de la calle, vio a un segundo hombre encendiendo su pipa. El hombre que tiró a la mujer al suelo, llamó, aparentemente al hombre de la acera opuesta, «Lipski». Y entonces Scwartz se marchó, pero viendo que el segundo hombre lo seguía, corrió hasta el tren, pero el hombre no lo siguió tan lejos.
Schwarzt no pudo decir si los dos hombres estaban juntos o se conocían. Siendo llevado a la morgue, Schwartz identificó el cuerpo como el de la mujer que había visto.

El cuerpo de Stride fue descubierto hacia la 1:00 horas por Louis Diemschutz, encargado del club, en el adyacente Dutfield's Yard, un patio al cual Diemshutz entró con un poni y un carro de dos ruedas, deteniéndose cuando el animal se asustó y se negó a continuar. El patio estaba tan oscuro que Diemshutz tuvo que encender una cerilla para poder ver el cadáver. Debido a que la sangre todavía estaba brotando de la herida que Stride tenía en el cuello, según el testimonio de Edward Spooner aparecido en The Times el 3 de octubre, la mujer había sido asesinada al parecer momentos antes de la llegada de Diemshutz. Entre las 00:30 y las 00:50 horas, los miembros que salieron del club, quienes habían asistido a un debate sobre «La necesidad del socialismo entre los judíos» seguido de un cántico comunitario, no vieron nada extraño en el patio. La señora Mortimer, quien vivía a dos puertas del club, había estado en Berner Street para escuchar el cántico hacia la misma hora, no viendo entrar a nadie en el patio. Mortimer informó haber visto pasar corriendo a un hombre con una bolsa negra brillante, lo cual fue ampliamente difundido por la prensa, si bien uno de los miembros del club, Leon Goldstein, se identificó como el hombre que Mortimer había visto, siendo descartado como sospechoso en la investigación.
La policía buscó a los restantes miembros del club e investigó las zonas aledañas, interrogando a los residentes. Israel Schwartz declaró haber visto a Stride siendo atacada y arrojada al suelo fuera de Dutfield's Yard hacia las 00:45 horas, informando que el atacante le había gritado «Lipski» al percatarse de su presencia, lo cual suponía un insulto de carácter antisemita debido a que se trataba del nombre de un conocido envenenador judío, Israel Lipski. Schwartz no testificó en la investigación debido posiblemente a que era húngaro y hablaba muy poco o nada de inglés, hallando el escritor Stephen Knight la declaración de Schwartz en el expediente del caso en la década de 1970. Hacia la misma hora declarada por Schwartz, Stride, o bien una mujer que coincidía con su descripción, fue vista por James Brown rechazando los favores de un hombre corpulento ligeramente más alto que ella en Fairclough Street, adyacente a Berner Street. Una nota escrita en el margen de uno de los archivos del caso indica que Liz tuvo tiempo de estar con otro hombre entre la última vez que fue vista y el momento de su muerte. Diemshutz declararía posteriormente que creyó que el asesino seguía en el patio cuando entró en él. No se halló dinero en el cadáver de Stride, por lo que es posible que sus ganancias de aquella noche fuesen robadas, bien por el atacante al que vio Schwartz o bien por quien la mató, habiendo entrado Stride al patio aún con vida en compañía de su asesino, presumiblemente bajo la suposición de que el mismo era un cliente.
El asesinato ocurrió en mitad del pánico desatado por Jack el Destripador, quien era considerado culpable de una serie de crímenes cometidos contra prostitutas. No obstante, a diferencia de al menos otras seis víctimas, las cuales presentaban heridas abdominales además de un corte en el cuello, Liz no mostraba mutilaciones más allá de su garganta. El asesinato de Stride comparte similitudes con el patrón de los crímenes del Destripador, como el día de la semana, el lugar, las características de la víctima y el método de ejecución, siendo altamente probable que el asesino fuese interrumpido antes de haber tenido oportunidad de llevar a cabo ninguna mutilación. Otra prostituta, Catherine Eddowes, fue asesinada a poca distancia del lugar del crimen de Stride menos de una hora después, sumiendo en pánico la muerte de ambas a todo Londres debido a que era la primera vez en que dos asesinatos atribuidos al Destripador tenían lugar la misma noche.

## Investigación
La investigación fue abierta el 1 de octubre en Vestry Hall, Cable Street (St George's in the East), por el juez Wynne Edwin Baxter, escuchándose al día siguiente un testimonio contradictorio sobre la identidad de Stride. La policía tenía la certeza de que el cuerpo pertenecía a Stride, si bien Mary Malcolm aseguró que se trataba de su hermana Elizabeth Watts. En el trascurso de la investigación, otros testigos identificaron a la mujer como Stride, incluyendo el empleado de la iglesia de Suecia en Prince's Square Sven Ollsen. La declaración de Malcolm fue rechazada finalmente el 24 de octubre cuando la propia Elizabeth Watts apareció personalmente en la investigación para demostrar que estaba viva, confirmando Walter Stride, sobrino político de Liz, la identidad del cadáver. Baxter creía que Stride había sido atacada con una acción rápida y repentina, pudiendo el asesino haber aprovechado que Liz llevaba una bufanda para agarrarla por detrás antes de degollarla, tal y como sugirió el médico Frederick William Blackwell. Baxter, no obstante, creía que la ausencia de gritos por parte de la víctima así como la falta de señales de lucha indicaban que Stride se había acostado voluntariamente, contradiciendo la declaración de Schwartz. Stride todavía sostenía un paquete de cachous en su mano izquierda cuando su cuerpo fue hallado, indicando que la mujer no había tenido tiempo de defenderse.
Respecto al relato de Matthew Packer acerca de haber vendido uvas a Stride y al hombre que la acompañaba, el mismo apareció en la prensa, hallando de hecho dos detectives privados, Le Grand y Batchelor, un racimo de uvas en el patio donde se cometió el crimen. Tras ser nuevamente interrogado por la policía, Packer describió al hombre como de entre veinticinco y treinta años, ligeramente más alto que Liz y portando un sombrero de fieltro suave, si bien había afirmado ante los dos detectives privados que el hombre era de mediana edad y de constitución fuerte, no coincidiendo ninguna de sus descripciones con las proporcionadas por otros testigos, las cuales a su vez diferían entre sí. Packer había declarado previamente a su vez al sargento de policía Stephen White haber cerrado su puesto sin haber visto nada sospechoso.
En su libro Jack the Ripper: The Final Solution, Stephen Knight relaciona al prominente médico Sir William Gull con Stride alegando que ambos habían sido vistos llevando uvas, siendo dicha tesis rechazada por Martin Fido. El relato resulta aún más controvertido debido al personaje de Le Grand, también conocido como Charles Grand, Charles Grandy, Charles Grant, Christian Neilson y Christian Nelson, uno de los hombres contratados por el Comité de Vigilancia para investigar los asesinatos. Le Grand poseía un largo historial criminal, el cual incluía el asalto a una prostituta y una condena por robo, siendo condenado a su vez en 1889 por conspiración y fraude, por lo que tuvo que servir dos años en prisión. Tras su liberación, Le Grand fue arrestado en posesión de un revólver y acusado de exigir dinero mediante amenazas, delito por el que fue condenado a veinte años de cárcel. Debido a esto, el inspector jefe a cargo de la investigación de los asesinatos del Destripador, Donald Swanson, señaló que cualquier declaración efectuada por Packer carecería de evidencia.
Stride llevaba consigo al momento de su muerte, entre ropa y pertenencias: una chaqueta negra larga, ribeteada de piel en la parte inferior, con una rosa roja y helecho enganchados (no llevaba este objeto cuando abandonó el albergue); una falda negra; un sombrero negro; una bufanda negra atada a la izquierda; un corsé aterciopelado de color marrón oscuro; una camisa blanca; dos enaguas de color claro; calcetines blancos; botas de primavera; dos pañuelos (el más grande tenía manchas de fruta); un dedal y un trozo de lana envolviendo una postal. Por su parte, en el bolsillo bajo la falda: una llave (similar a la de un candado); un pequeño trozo de lápiz de grafito; seis botones grandes y uno pequeño; dos peines (uno de ellos roto); una cuchara de metal; un trozo de muselina y uno o dos trozos pequeños de papel. Sumado a lo anterior, el cadáver fue hallado sujetando un paquete de cachous (caramelos para el aliento, usados frecuentemente por fumadores).
George Bagster Phillips, quien había llevado a cabo la autopsia de Annie Chapman y se encargaría posteriormente de la de Mary Jane Kelly, realizó el examen post mortem de Stride, habiendo estado presente en la escena del crimen. Después de examinar el cuerpo declaró que, al contrario de lo que afirmaba Packer, la fallecida no había comido uvas. Según su declaración:

El cuerpo yacía con la cara hacia el muro, la cabeza hacia el patio y los pies hacia la calle. Su brazo izquierdo estaba extendido y tenía un paquete de cachous en la mano.
El brazo derecho estaba sobre el vientre, la palma de la mano y la muñeca tenían sangre coagulada. Las piernas estaban levantadas, con los pies cerca del muro. El cuerpo y la cara estaban calientes y las manos frías. Las piernas estaban bastante calientes.
La difunta llevaba un pañuelo de seda al cuello, y parece haber sido ligeramente desgarrado. Me he asegurado de que fue cortado. Esto corresponde con el ángulo derecho de la mandíbula. La garganta fue profundamente cortada y había una abrasión en la piel de una pulgada y media de diámetro, aparentemente manchada de sangre, bajo su brazo derecho.
A las 3.00 pm del lunes, en la morge de St George, el Dr Blackwell y yo hicimos el examen post mortem. El rigor mortis aún estaba muy marcado. Había barro en el lado izquierdo de su cara, y pegado al pelo.
El cuerpo estaba bien nutrido. Sobre ambos hombros, especialmente el derecho, y bajo la clavícula y en el pecho había un tono azulado, que ya he visto en dos ocasiones.
Había un corte claro en el cuello. De dos pulgadas de largo y comenzando a dos pulgadas y media en línea recta bajo el ángulo de la mandíbula, media pulgada sobre músculo sin desgarrar, y luego se volvía más profunda, dividiendo la dermis. El corte era limpio y se desviaba un poco hacia abajo. Las arterias y otros vasos sanguíneos bajo la dermis fueron cortadas.
El corte a través de los tejidos en el lado derecho era más superficial, y llegaba como a dos pulgadas bajo el ángulo derecho de la mandíbula. Los vasos sanguíneos profundos no estaban cortados. Por esto es evidente que la hemorragia fue causada por el corte parcial de la carótida izquierda.
En la piel ya había comenzado la descomposición. Manchas marrones podían verse en el lado izquierdo de la barbilla. Había una deformidad en los huesos de la pierna izquierda, que no era recta, si no que se inclinaba hacia fuera. No había heridas recientes salvo la del cuello.
Una vez el cuerpo hubo sido bien lavado pude ver algunas cicatrices. El lóbulo de la oreja izquierda estaba desgarrado como si le hubiesen arrancado un pendiente, pero estaba completamente curado. Al quitar el cuero cabelludo no se observó ninguna señal de transvase de sangre.
El corazón era pequeño, el ventrículo izquierdo firmemente contraído, y el derecho ligeramente. No había coágulos en la arteria pulmonar, pero el ventrículo derecho estaba lleno de coágulos oscuros. El izquierdo estaba firmemente contraído y absolutamente vacío.
El estómago era grande y la membrana mucosa sólo congestionada. Contenía comida parcialmente digerida, que consistía en queso, patata y harina. Le faltaban todos los dientes de la mandíbula izquierda.

Blackwell, quien también estuvo en la escena del crimen, creía que Stride podría haber sido empujada hacia atrás por el pañuelo antes de que le cortasen la garganta, coincidiendo Phillips en que Stride probablemente estaba en el suelo cuando fue asesinada de un rápido corte en el cuello efectuado de izquierda a derecha. Del mismo modo, las contusiones presentes en el pecho también podrían sugerir que su agresor la inmovilizó en el suelo durante el ataque.
El 1 de octubre, Michael Kidney entró en estado de ebriedad a la comisaría de policía de Leman Street criticando la incompetencia de las autoridades. Kidney declaró que de haber sido el policía de servicio en Berner Street la noche del crimen, se habría disparado en la cabeza, apareciendo al año siguiente en tres ocasiones en los archivos de la Whitechapel Workhouse Infirmary: por sífilis en junio, por lumbalgia en agosto y por dispepsia en octubre. Kidney llegó a ser considerado sospechoso sobre la base de la turbulenta relación que mantuvo con Stride y la ausencia de coartada. La policía no obstante lo descartó finalmente como sospechoso, siendo su deterioro físico y su deplorable estado al irrumpir en la comisaría de policía indicativo del sufrimiento que sentía por la muerte de su pareja.

## Funeral y hechos posteriores

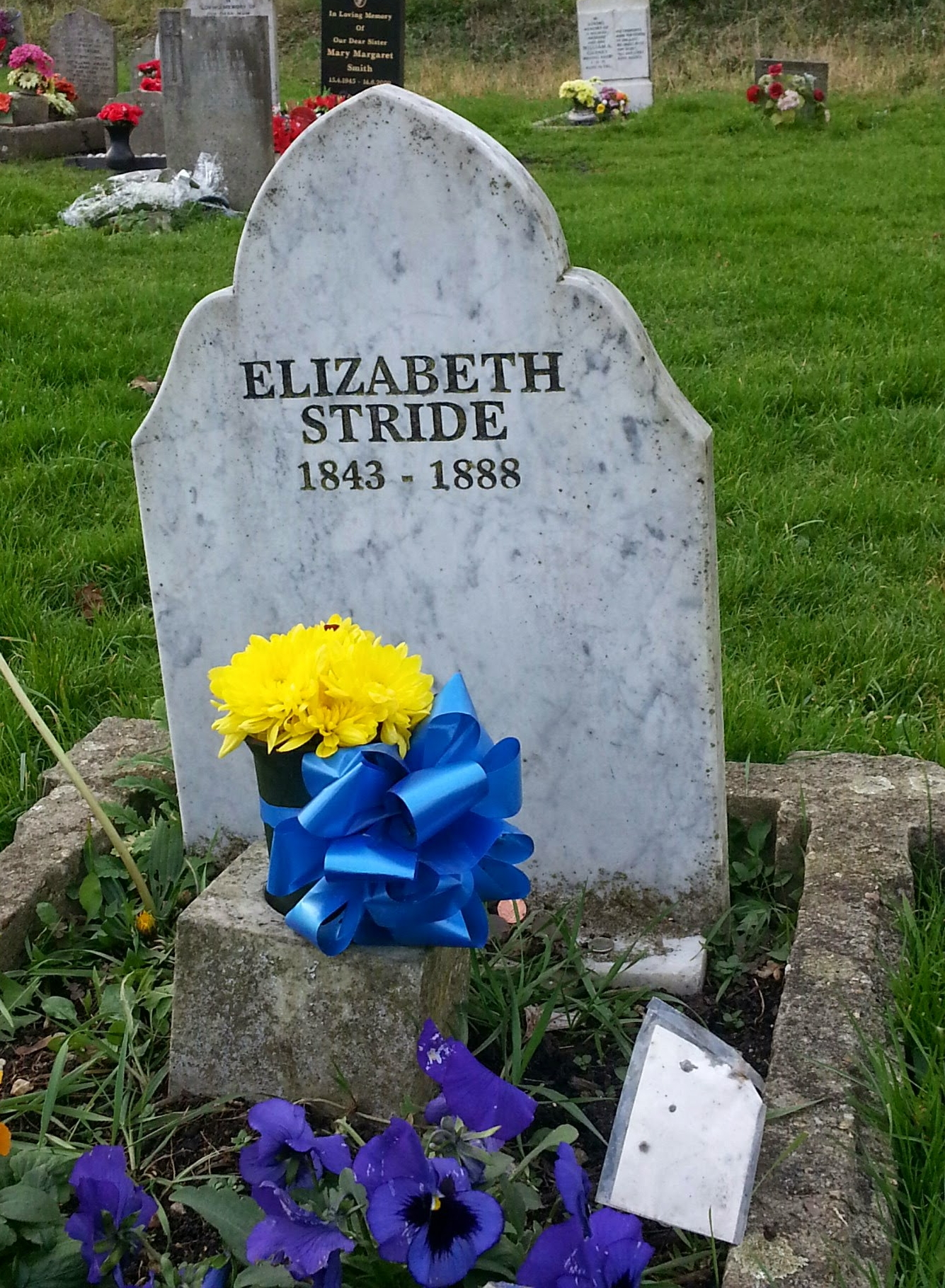
Tumba de Elizabeth Stride en el East London Cemetery.

Elizabeth Stride fue enterrada el 6 de octubre de 1888 en el East London Cemetery, en Plaistow (Londres), en la fosa n.º 15 509, en la sección n.º 37. El funeral fue llevado a cabo a expensas de la parroquia por el señor Hawkes, director de pompas fúnebres.
El 1 de octubre, la postal Saucy Jacky, firmada por Jack el Destripador, fue recibida en la Central News Agency. En la misma, Jack afirmaba ser el responsable de los asesinatos de Stride y Eddowes, refiriéndose a los mismos como el «doble evento», denominación que permanece en la actualidad. Se ha afirmado que la postal fue enviada antes de que los asesinatos fuesen hechos públicos, por lo que sería imposible que cualquiera pudiese tener información sobre los mismos, si bien el matasellos fue colocado más de veinticuatro horas después de los crímenes, cuando los periodistas y los residentes de la zona ya disponían de amplia información al respecto. Los oficiales de policía afirmarían posteriormente haber identificado a un periodista como el autor de la postal, la cual fue finalmente considerada una falsificación, opinión compartida por la mayoría de historiadores del Destripador.
El 19 de octubre, el inspector jefe Swanson redactó un informe detallando que 80 000 folletos solicitando información habían sido distribuidos en el vecindario y que 2000 albergues habían sido registrados, entre otras líneas de investigación.

## Relación con Jack el Destripador
Debido a la existencia de dos asesinatos previos, los de Mary Ann Nichols y Annie Chapman, en los cuales se habían producido degollamientos, el caso de Stride fue añadido a la investigación en torno a los asesinatos de Whitechapel, siendo ampliamente considerado que el crimen había sido perpetrado por el mismo asesino. No obstante, algunos autores han llegado a la conclusión de que el asesinato de Stride no guarda relación con los demás basándose en que el cuerpo no presentaba mutilaciones y a que fue el único crimen ocurrido al sur de Whitechapel Road, además de que la hoja empleada era probablemente más corta y de un diseño diferente en comparación con las utilizadas en los demás casos. Por el contrario, la mayoría de los expertos considera las similitudes en el crimen de Stride lo suficientemente significativas como para relacionarlo con los de Nichols y Chapman así como con el de Eddowes.